# Bretanya (nom)
El nom de Bretanya prové del llatí Britannia (que prové del mot Brittannia més antic), a través del francès antic Bretaigne (d'on prové el mot en francès modern Bretagne) i l'anglès mitjà Bretayne, Breteyne. La forma francesa va substituir el nom en anglès antic que era Breoton, Breoten, Bryten, Breten (també Breoton-lond, Breten-lond).
Brittannia o Brittānia va ser el nom usat pels romans des del segle I aC. Després de la conquesta romana del 43 es va usar per denominar la província romana, que estava formada per l'illa de la Gran Bretanya al sud del Mur d'Adrià. A causa d'aquesta denominació Brittannia es va usar per denominar la Gran Bretanya en contra d'Albió. La grafia amb una única -t-, Britannia, és secundària, i es pot atribuir al període romà.
El mot llatí Britannia prové dels relats de viatges del grec Píteas, que aproximadament el 320 aC va descriure diverses illes de l'Atlàntic nord, amb la menció d'una que se situava a l'extrem nord que denomina Tule (que podria ser Islàndia o les illes Shetland). Pitees va descriure Thule que estava situada a l'extrem nord de Πρεττανικη (Prettanike) o Βρεττανίαι (Brettaniai), terme que va usar per designar al grup d'illes de l'extrem nord-oest.
Durant el primer segle abans de Crist Diodor de Sicília va introduir la forma Πρεττανια Prettania, i Estrabó (1.4.2) va usar la denominació Βρεττανία Brettania. Al Periplus maris exteri Marcià d'Heraclea va descriure αἱ Πρεττανικαὶ νῆσοι "les illes Pretànicas". Mentre que Esteve de Bizanci cita Ἀλβίων Albió como νῆσος Πρεττανική, Μαρκιανὸς ἐν περίπλῳ αὐτῆς. τὸ ἐθνικὸν Ἀλβιώνιος ("L'illa Pretànica, segons Marcianus en el seu periplus; el poble d'Albió" Ethnica 69.16).
La gent de les illes Pretàniques s'anomenaven Πρεττανοι, Priteni o Pretani. Aquests noms deriven del Cèltic nom amb el qual Pitees va descriure els gals.